# Stephan Abel
Stephan Abel (* 1964) ist ein deutscher Jazzmusiker (Tenorsaxophon, auch Bassklarinette, Flöte, Komposition).

## Wirken
Abel lernte erst Gitarre, bevor er mit 16 Jahren ersten Saxophonunterricht erhielt. 1984 studierte er an der Jazzschool München bei Roman Schwaller und Sal Nistico und von 1985 bis 1989 an der Hochschule für Musik und Tanz Köln bei Wolfgang Engstfeld und Jiggs Whigham.
Bereits im Alter von 19 Jahren wurde Abel Mitglied in der Band von Gene „Mighty Flea“ Conners, mit dem er mehr als sieben Jahre lang auf Tour ging. Er arbeitete auch mit Lionel Hampton, Benny Bailey und Dr. Lonnie Smith. Mit Jimmy Woode nahm er im Jahre 2005 das Duo-Album My Kind of World für Jazzsick Records auf.
Seit 1999 gehörte Abel mit Lutz Krajenski zu After Hours; seit 2010 spielten beide im Hidden Jazz Quartet. Unter eigenem Namen veröffentlichte er 2015 bei Agogo Records sein Doppelalbum The Windmills of Your Mind, auf dem er mit Buggy Braune, Olaf Casimir, Heinz Lichius und als Gast Sänger Ken Norris spielte. Er wirkte weiterhin mit Randy Crawford, The Temptations, Inga Rumpf, Angela Brown und Roger Cicero, dessen Band er mehr als vier Jahre angehörte. Weiterhin bildete er ein Quartett mit dem Berliner Musiker Rolf Zielke (Handel Jazz).